# 1846 год в литературе

## События
- Опубликован первый роман Ф. М. Достоевского «Бедные люди» (написан в 1845).

## Книги
- «Бочонок амонтильядо» — рассказ Эдгара Аллана По.
- «Воспитанница» — рассказ Владимира Соллогуба.
- «Господин Прохарчин» — повесть Фёдора Достоевского.
- «Графиня де Монсоро» (La Dame de Monsoreau) — роман Александра Дюма-отца.
- «Две Дианы» (Les Deux Diane) — роман Александра Дюма-отца.
- «Двойник» — повесть Фёдора Достоевского.
- «Деревня» — повесть Дмитрия Григоровича.
- «Жид» — произведение Ивана Тургенева.
- «Кто виноват?» — роман Александра Ивановича Герцена
- «Мхи старой усадьбы» (Mosses from an Old Manse) — сборник рассказов американского писателя Натаниела Готорна.
- «Три портрета» — рассказ Ивана Тургенева.
- «Штука полотна» — произведение Дмитрия Григоровича.

### Литературоведение
- «Взгляд на русскую литературу 1846 года» — статья В. Г. Белинского.
- «Николай Алексеевич Полевой» — статья В. Г. Белинского.
- «Русская литература в 1845 году» — обзор В. Г. Белинского.

## Родились
- 5 мая — Генрик Сенкевич, польский писатель, лауреат Нобелевской премии по литературе 1905 года (умер в 1916).
- 26 июня – Эдмон Адольф Лепеллетье, французский прозаик и поэт
- 26 сентября — Джованни Фальделла, итальянский писатель (умер в 1928).
- Мехмет Эшреф, турецкий поэт (умер в 1912).

## Умерли
- 22 февраля — Энрике Хиль-и-Карраско, испанский писатель и поэт (родился в 1815).
- 8 июня — Родольф Тёпфер (Rodolphe Toepffer), швейцарский писатель и художник (родился в 1799).
- 3 июля — Николай Алексеевич Полевой, русский писатель, драматург, литературный и театральный критик, журналист и историк (родился в 1896).
- 23 августа — Вильгельм Карлович Кюхельбекер, русский писатель, поэт, драматург и общественный деятель (родился в 1797).